# Billy Dee Williams
William December „Billy Dee” Williams Jr. (New York, 1937. április 6. –) amerikai színész, képzőművész és énekes.
Legismertebb alakítása Lando Calrissian a Csillagok háborúja filmsorozat ötödik és hatodik részében.

## Fiatalkora
Billy Dee Williams 1937. április 6-án született New Yorkban, Loretta Anne nyugat-indiai származású liftkezelő és William December Williams Sr. afroamerikai ügyintéző gyermekeként. Van egy ikertestvére, Loretta.
Gyermekkorát New York egyik városnegyedében, Harlemben töltötte. Később a The High School of Music & Art-ba járt és érettségizett.

## Magánélete
1959-ben feleségül vette Audrey Sellers-t, aki egy gyermeket szült neki. 1963-ban elváltak, majd 1968-tól 1971-ig Marlene Clark élettársa volt. Utána, 1972-ben feleségül vette Teruko Nakagami-t, akitől született egy Hanako nevű lánya. 1997-ben tőle is elvált, ezután Wayne Shorterrel jött össze, tőle szintén egy kislánya van, Miyako.

## Filmográfia

### Film
| Év   | Magyar cím                                     | Eredeti cím                                          | Szerep                                         | Magyar hang                     | Rendező                         |
| ---- | ---------------------------------------------- | ---------------------------------------------------- | ---------------------------------------------- | ------------------------------- | ------------------------------- |
| 1959 |                                                | The Last Angry Man                                   | Josh Quincy                                    |                                 | Daniel Mann                     |
| 1970 | Párosban a városban                            | The Out-of-Towners                                   | Clifford Robinson                              |                                 | Arthur Hiller                   |
| 1972 |                                                | The Final Comedown                                   | Johnny Johnson                                 |                                 | Oscar Williams                  |
| 1972 | A Lady bluest énekel                           | Lady Sings the Blues                                 | Louis McKay                                    |                                 | Sidney J. Furie                 |
| 1973 |                                                | Hit!                                                 | Nick Allen                                     |                                 | Sidney J. Furie                 |
| 1974 | Magánbeszélgetés                               | The Conversation                                     | férfi sárga kalapban (stáblistán nem szerepel) |                                 | Francis Ford Coppola            |
| 1974 |                                                | The Take                                             | Sneed                                          |                                 | Robert Hartford-Davis           |
| 1975 |                                                | Mahogany                                             | Brian Walker                                   |                                 | Berry Gordy                     |
| 1976 |                                                | The Bingo Long Traveling All-Stars & Motor Kings     | Bingo Long                                     |                                 | John Badham                     |
| 1980 | Star Wars V. rész – A Birodalom visszavág      | Star Wars Episode V: The Empire Strikes Back         | Lando Calrissian                               | Ujréti László (1. szinkron)     | Irvin Kershner                  |
| 1980 | Star Wars V. rész – A Birodalom visszavág      | Star Wars Episode V: The Empire Strikes Back         | Lando Calrissian                               | Gesztesi Károly (2-3. szinkron) | Irvin Kershner                  |
| 1981 | Fantom az éjszakában                           | Nighthawks                                           | Matthew Fox őrmester                           | Székhelyi József                | Bruce Malmuth                   |
| 1981 | Fantom az éjszakában                           | Nighthawks                                           | Matthew Fox őrmester                           | Jakab Csaba                     | Bruce Malmuth                   |
| 1981 | Fantom az éjszakában                           | Nighthawks                                           | Matthew Fox őrmester                           | Kálid Artúr                     | Bruce Malmuth                   |
| 1983 |                                                | Marvin & Tige                                        | Richard Davis                                  |                                 | Eric Weston                     |
| 1983 | Star Wars VI. rész – A Jedi visszatér          | Star Wars Episode VI: Return of the Jedi             | Lando Calrissian                               | Sörös Sándor (1. szinkron)      | Richard Marquand                |
| 1983 | Star Wars VI. rész – A Jedi visszatér          | Star Wars Episode VI: Return of the Jedi             | Lando Calrissian                               | Gesztesi Károly (2-3. szinkron) | Richard Marquand                |
| 1984 | A félelem városa                               | Fear City                                            | Al Wheeler                                     | Felföldi László                 | Abel Ferrara                    |
| 1984 |                                                | Terror in the Aisles                                 | Matthew Fox őrmester                           |                                 | Andrew J. Kuehn                 |
| 1987 | Az első számú célpont                          | Number One with a Bullet                             | Hazeltine nyomozó                              | Dörner György                   | Jack Smight                     |
| 1987 | Az első számú célpont                          | Number One with a Bullet                             | Hazeltine nyomozó                              | Bolla Róbert                    | Jack Smight                     |
| 1987 | Mr. Hamburger                                  | Deadly Illusion                                      | Hamberger                                      |                                 | Larry Cohen                     |
| 1987 | Mr. Hamburger                                  | Deadly Illusion                                      | Hamberger                                      | William Tannen                  |                                 |
| 1989 | Batman                                         | Batman                                               | Harvey Dent / Kétarc                           | Jáki Béla                       | Tim Burton                      |
| 1990 |                                                | Secret Agent OO Soul                                 | Zero titkos ügynök                             |                                 | Julius LeFlore                  |
| 1991 | Kicsi kocsi Hollywoodban                       | Driving Me Crazy                                     | Max                                            | Gesztesi Károly                 | Jon Turteltaub                  |
| 1992 |                                                | Giant Steps                                          | Slate Thompson                                 |                                 | Richard Rose                    |
| 1993 | Idegen a világűrből                            | Alien Intruder                                       | Skyler parancsnok                              | Pusztaszeri Kornél              | Ricardo Jacques Gale            |
| 1996 |                                                | The Prince                                           | Jamie Hicks                                    |                                 | Pinchas Perry                   |
| 1996 | A halál álarca                                 | Mask of Death                                        | Jeffries ügynök                                |                                 | David Mitchell                  |
| 1996 | Célpontban                                     | Moving Target                                        | Don Racine                                     | Konrád Antal                    | Damian Lee                      |
| 1997 | Acélcápák                                      | Steel Sharks                                         | Jim Perry admirális                            | Varga Tamás                     | Rodney McDonald                 |
| 1998 |                                                | Woo                                                  | önmaga                                         |                                 | Daisy von Scherler Mayer        |
| 1999 |                                                | The Contract                                         | Harmon szenátor                                |                                 | K.C. Bascombe                   |
| 1999 | Néma rettegés                                  | Fear Runs Silent                                     | Hammond seriff                                 | Borbiczki Ferenc                | Serge Rodnunsky                 |
| 2000 |                                                | The Visit                                            | Henry                                          |                                 | Jordan Walker-Pearlman          |
| 2000 | A csajozás ásza                                | The Ladies Man                                       | Lester                                         | Forgács Gábor                   | Reginald Hudlin                 |
| 2001 |                                                | Good Neighbor                                        | Paul Davidson őrmester                         |                                 | Todd Turner                     |
| 2002 |                                                | The Last Place on Earth                              | Dr. Davis                                      |                                 | James Slocum                    |
| 2002 | Téglatesó                                      | Undercover Brother                                   | Warren Boutwell tábornok                       | Varga Tamás                     | Malcolm D. Lee                  |
| 2004 |                                                | The Maintenance Man                                  | Melven                                         |                                 | Je’Caryous Johnson              |
| 2004 | Star Wars: Az álmok birodalma (dokumentumfilm) | Empire of Dreams: The Story of the Star Wars Trilogy | önmaga                                         | Bognár Tamás                    | Kevin Burns                     |
| 2004 | Star Wars: Az álmok birodalma (dokumentumfilm) | Empire of Dreams: The Story of the Star Wars Trilogy | Lando Calrissian (archív felvétel)             | Gesztesi Károly                 | Kevin Burns                     |
| 2005 |                                                | Constellation                                        | Helms Boxer                                    |                                 | Jordan Walker-Pearlman          |
| 2006 | Gengszter horror                               | Hood of Horror                                       | Charlie tiszteletes                            | Csuja Imre                      | Stacy Title                     |
| 2008 |                                                | iMurders                                             | Robert Delgado                                 |                                 | Robbie Bryan                    |
| 2009 | Fanboys – Rajongók háborúja                    | Fanboys                                              | Reinhold bíró                                  | Sörös Sándor                    | Kyle Newman                     |
| 2009 |                                                | The Perfect Age of Rock 'n' Roll                     | Ace Millstone                                  |                                 | Scott D. Rosenbaum              |
| 2010 | Családi kincs, ami nincs                       | Barry Munday                                         | Lonnie Green                                   | Koncz István                    | Chris D'Arienzo                 |
| 2012 |                                                | This Bitter Earth                                    | Joe Watkins                                    |                                 | David Lee Rawlings              |
| 2014 |                                                | Bloodlines                                           | Devi bíró                                      |                                 | Pascal Atuma                    |
| 2014 | A Lego-kaland                                  | The LEGO Movie                                       | Lando Calrissian (hangja)                      | Király Attila                   | Phil Lord és Christopher Miller |
| 2015 |                                                | The Man in 3B                                        | Cain                                           |                                 | Trey Haley                      |
| 2015 | Lego Batman – A film                           | The LEGO Batman Movie                                | Kétarc (hangja)                                | Pál Tamás                       | Chris McKay                     |
| 2019 | Star Wars IX. rész – Skywalker kora            | Star Wars: Episode IX                                | Lando Calrissian                               | Gesztesi Károly                 | J. J. Abrams                    |
| 2022 |                                                | In Search of Tomorrow (dokumentumfilm)               | önmaga                                         |                                 | David A. Weiner                 |

### Televízió
Tévéfilmek
| Év   | Magyar cím                                  | Eredeti cím                   | Szerep               | Magyar hang  |
| ---- | ------------------------------------------- | ----------------------------- | -------------------- | ------------ |
| 1970 | Carter kapitány csapata                     | Carter's Army                 | Lewis közlegény      |              |
| 1971 |                                             | Brian's Song                  | Gale Sayers          |              |
| 1972 | Üvegház                                     | The Glass House               | Lennox               | Varga Tamás  |
| 1977 |                                             | Scott Joplin                  | Scott Joplin         |              |
| 1979 |                                             | Christmas Lilies of the Field | Homer Smith          |              |
| 1980 |                                             | The Hostage Tower             | Clarence Whitlock    |              |
| 1980 |                                             | Children of Divorce           | Walter Williams      |              |
| 1983 |                                             | Shooting Stars                | Douglas Hawk         |              |
| 1984 |                                             | Time Bomb                     | Wes Tanner           |              |
| 1984 |                                             | The Impostor                  | Matthew Raines       |              |
| 1986 | Jog az élethez                              | The Right of the People       | Mike Trainor         | Jakab Csaba  |
| 1986 | Lángoló tenger                              | Oceans of Fire                | Jim McKinley         | Varga Tamás  |
| 1986 | Kurázsi                                     | Courage                       | Bobby Jay            |              |
| 1988 |                                             | The Return of Desperado       | Daniel Lancaster     |              |
| 1990 |                                             | Dangerous Passion             | Lou                  |              |
| 1993 |                                             | Marked for Murder             | Jack Reilly százados |              |
| 1993 |                                             | Percy & Thunder               | Ralph Tate           |              |
| 1993 | Danielle Steel: Szerelem a halál árnyékában | Message from Nam              | Felix                |              |
| 1995 |                                             | Triplecross                   | Oscar                |              |
| 1995 | Gyilkos zuhanás                             | Falling for You               | Frank hadnagy        |              |
| 1998 | Nehéz napok                                 | Hard Time                     | Leo Barker           |              |
| 2003 | Végzetes erő 2. – A visszatérés             | Epoch: Evolution              | Ferguson             | Rosta Sándor |
| 2017 | Dirty Dancing                               | Dirty Dancing                 | Tito                 |              |

Sorozatok